# Emil Jacobsen

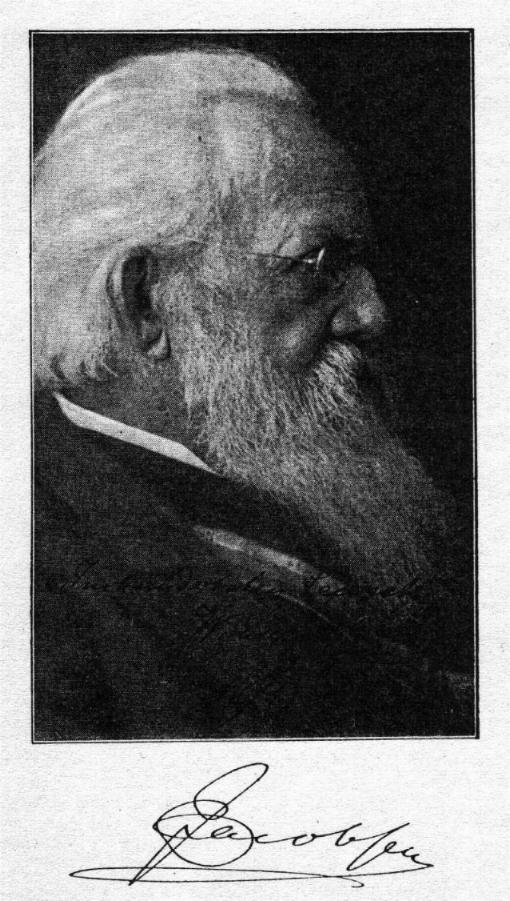
Emil Jacobsen (1910)

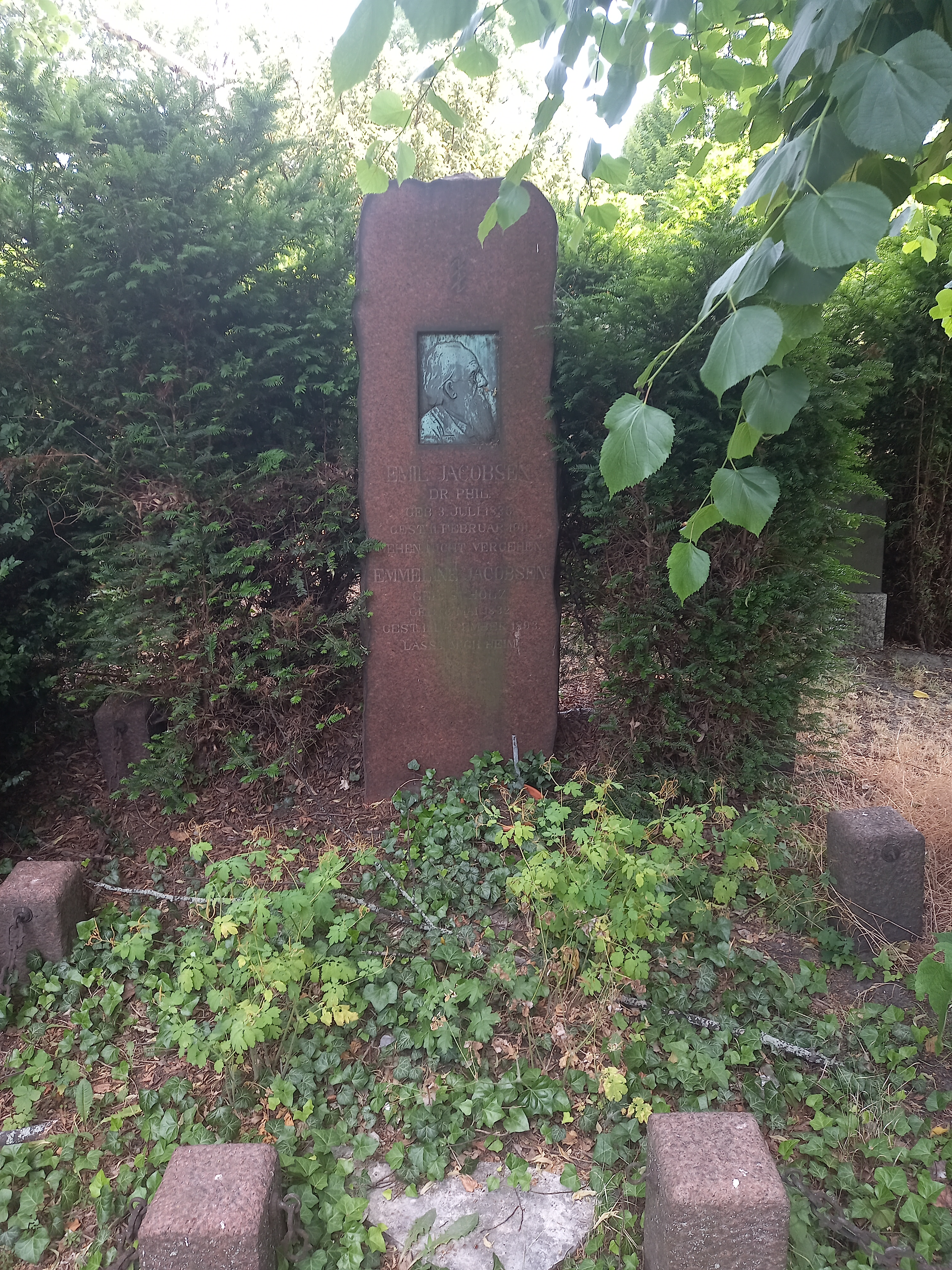
Das Grab von Emil Jacobsen und seiner Ehefrau Emmeline geborene Scholz auf dem Neuen St. Johannis-Friedhof in Berlin

Gustav Emil Jacobsen (* 3. Juli 1836 in Danzig; † 11. Februar 1911 in Berlin) war ein deutscher Chemiker und Schriftsteller.

## Leben
Gustav Emil Jacobsen wurde als Sohn des Kaufmanns Albert Jacobsen und seiner Ehefrau Betty Doodt in Danzig geboren. Nach einer Lehre als Apotheker begann Jacobsen 1858 in Breslau ein Studium der  Pharmazeutik und der Chemie, das er 1862–64 in Berlin fortsetzte und mit der Promotion abschloss. In Breslau war er seit 1862 Mitglied der Burschenschaft Germania und gründete den akademisch-pharmazeutischen Verein, aus dem die Landsmannschaft Vandalia Breslau hervorging. Das Berliner RSC-Corps Cheruscia rezipierte ihn 1863 als Ehren-AH. 1868 gehörte er zu den Gründungsmitgliedern der Deutschen Chemischen Gesellschaft zu Berlin.
Der Landsmannschaft Vandalia gehörte auch Ernst Schering an, der später die Grüne Apotheke in Berlin-Wedding erwarb und die Chemische Fabrik im Norden Berlins gründete. Jacobsen hat der späteren Schering AG bis zu seinem Tode im Jahre 1911 als wissenschaftlicher Beirat und Aufsichtsratsmitglied angehört. Er betrieb in Berlin ein eigenes chemisches Laboratorium, in dem er als Erfinder tätig war und mit seinen Mitarbeitern chemische Erzeugnisse für den Handel herstellte.
Geschäftlich erfolgreich war er mit Erfindungen wie dem Anilinfarbstoff Chinolingelb und einem sulfonierten Gasöl mit dem Handelsnamen  „Thiol“, einem Heilmittel gegen Rheuma. Er erfand nicht die Erbswurst, wie oft behauptet wurde (mit der Variante: die Pelle der Erbswurst), sondern entwickelte den Klebstoff, mit dem die Erbswursthülle zusammengeklebt und das Etikett auf der Erbswurstpelle befestigt wurde. Es gibt darüber zwei Fachaufsätze aus der Feder von Julius Stinde. Diese und weitere patentierte Produkte machten Jacobsen finanziell unabhängig.
Jacobsen war Herausgeber der zwei wichtigsten damaligen chemischen Zeitschriften, des Chemisch-technischen Repertoriums und der Industrieblätter. Das Repertorium erschien vierzig Jahre lang, berichtete über alle chemischen Neuerungen und widmete sich auch der Aufdeckung von Arzneimittelschwindel und Lebensmittelverfälschungen. Jacobsen pflegte eine Vielzahl von Liebhabereien, zu denen auch das Dichten oder das Reimen gehörte. Er war Realist genug, um die Grenzen seines dichterischen Talents zu kennen. Als er Anfang der 80er Jahre sein erstes Tegeler Grundstück erwarb, errichtete er dort ein Gartenhäuschen, dem er – sich selbst ironisierend – den Namen Reimsalon gab. Die später dort errichtete Villa nannte er die Reimschmiede. Schon während seiner Breslauer Studienzeit hat Jacobsen das Reimen im größeren Stile betrieben und aus Lust am Versemachen den trockenen chemischen Lehrstoff in leicht fassliche Knittelverse umgeschmiedet. Sein Reactionär in der Westentasche (1862) fand einen Nachfolger in Friedrich Daniel von Recklinghausen, der den studentischen Lernstoff der Pathologie in seinem Werk Der Prosector in der Westentasche (1894) versifizierte.
Jacobsen war mit vielen Schriftstellern befreundet, so mit Julius Stinde, Heinrich Seidel, Johannes Trojan, Ludwig Pietsch, Julius Stettenheim, Richard Schmidt-Cabanis und anderen. Er nahm lebhaften Anteil an den Entwicklungen in der Literatur und gründete den Allgemeinen Deutschen Reimverein, in dem unter der Maske des Ernstes die komischsten Dinge getrieben wurden, in dem besonders aber Karl Bleibtreus so genannte Revolution der Literatur und andere exaltierte Zeiterscheinungen aufs Korn genommen wurden. Unter dem Pseudonym Hunold Müller von der Havel gab Jacobsen die Schriften des Reimvereins, den Äolsharfenkalender und zwei Bände des Äolsharfenalmanachs heraus.
Er gehörte der Religionsgemeinschaft der Mennoniten an, interessierte sich aber auch für Okkultismus und Spiritismus und gehörte seit 1899 der Philosophischen Gesellschaft in Berlin an. Seine umfangreiche Sammlung von Sprichwörterliteratur hat er schon zu Lebzeiten der Berliner Stadtbibliothek vermacht. Die Sammlung inklusive Katalog ist im Zweiten Weltkrieg ausgelagert worden und heute nicht mehr auffindbar.
Die Villa, die Jacobsen sich nach Plänen des Architekten Bruno Schmitz um 1900 in der Tegeler Gabrielenstraße errichten ließ, wurde 1975 abgerissen. 1911 starb er im Alter von 74 Jahren in Berlin-Charlottenburg. Sein Grab befindet sich auf dem St.-Johannis-Kirchhof II an der Seestraße in Berlin-Wedding. Die Friedhofsverwaltung hat zugesichert, dass das Grab erhalten bleiben soll, obwohl derzeit niemand für die Grabpflege zuständig ist und obwohl es kein „Berliner Ehrengrab“ ist.
Heinrich Seidel hat Jacobsen als Sonderling und Tegeler Laubenkolonisten unter dem Namen Dr. Havelmüller in seinen Geschichten um Leberecht Hühnchen beschrieben. Eine nuancenreichere Charakterisierung Jacobsens liefert sein ehemaliger Assistent Wilhelm Momber in den Mitteilungen des Vereins für die Geschichte Berlins. Von Heinrich Seidels Sohn, Heinrich Wolfgang Seidel, gibt es auch eine ausführliche Beschreibung der Persönlichkeit Jacobsens.
Nach ihm benannt ist die Havelmüller-Grundschule in Berlin-Tegel (Bezirk Reinickendorf), der Jacobsenweg in Berlin-Wittenau und die Emil-Jacobsen-Straße in Marne.

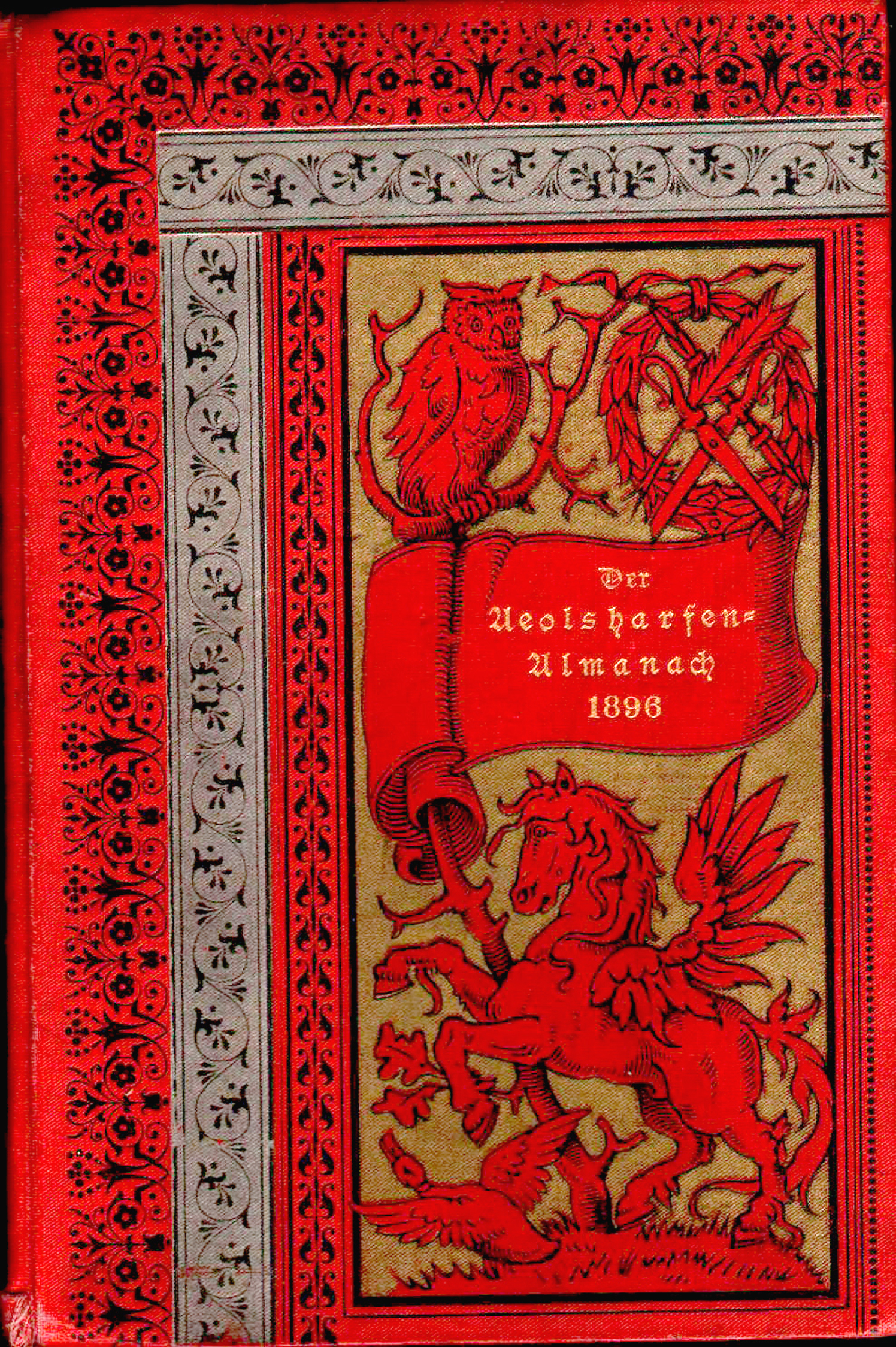
Äolsharfenalmanach 1896, Vorderdeckel

## Werke
- Der Reactionär in der Westentasche, oder rhythmischer Gang der qualitativen chemischen Analyse. 7. Aufl. Maruschke & Berendt, Breslau 1862. (Utile cum dulci. 1.) Digitalisat bei Google books
- So ist es! Romantisch-phantastisch-pharmaceutisch-medicinische Oper in Versen. 2. Aufl. Maruschke & Berendt, Breslau 1862. (Utile cum dulci. 2.) Digitalisat
- Die Wunder der Uroscopie, oder Zumptuarium uropoëticum. Qualitative Harnanalyse in chem.-medicyn. Versen. Nebst e. Anhang über den Stein der Weisen u. Unweisen. Freunden rhythmischer Repetition zum Nutzen, Stranguinikern[!], Ischurikern etc. u. solchen, die es werden wollen zur Erheiterung. Vom Verf. d. Reaktionär in der Westentasche oder Rhythmischer Gang der qualitativen chemischen Analyse [d. i. Emil Jacobsen]. Maruschke & Berendt, Breslau 1861. VII S., S. 9–54. (= Utile cum dulci. 3.) Digitalisat bei Google books
- Ungereimtes aus der Pflanzenanatomie und Physiologie, oder: Kein Durchfall beim Examen mehr! Zu Nutz und Frommen aller Botaniker und Solcher, die es werden wollen. In schöne botanische Knüttelreime gebracht von Otto Hoffmann. Maruschke & Berendt, Breslau 1878. (Utile cum dulci. 4.) Digitalisat
- Die Verlobung in der Bleikammer. Chemische Verbindungs-Comödie in einem schwefelsauren Act. aufgeführt am Stiftungsfeste des Vereins der Studirenden Pharmaceuten zu Berlin, den 29. Novbr. 1862 / von Angelicus Vitriolöl. Maruschke & Berendt, Breslau 1863. (Utile cum dulci. 5.) Digitalisat
- Eine alte Kamille oder Gift und Liebe. Pharmaceutischer Scherz in 2 Bildern von Demselben. Maruschke & Berendt, Breslau 1864. (Utile cum dulci. 6.) Digitalisat
- Parmaceutisch-lyrische Klänge. Maruschke & Berendt, Breslau 1868. (Utile cum dulci. 7.) Digitalisat
- Chemische und botanische Studienpoesien. Maruschke & Berendt, Breslau 1869. (Utile cum dulci. 8.) Digitalisat
- Acotyledonische Musen-Klänge, oder: Der Cryptogamen Liebesfreuden und Familienleben. Eine blüthenlose Erbauungs-Zeitvertreibungs- und Repetitions-Lectüre von Frz. Hagen. Maruschke & Berendt, Breslau 1870. (Utile cum dulci. 9.)[Anm 1]
- Des Mediciners Thier-Studien oder: die medicin. Zoologie in medicin.-zoolog. Versen. Eine bestialische Ergötzungs-, Zeitvertreibungs- und Repetitions-Lectüre von Dr. W. H... Maruschke & Berendt, Breslau 1872. (Utile cum dulci. 10.)[Anm 1]
- Lermon's Reisen und Liebesabenteuer. Gedicht in 6 Abtheilungen. Maruschke & Berendt, Breslau 1865. VIII, 151 S.
- Naturgeschichte der Kater. Gelehrte Untersuchungen über die Cateen [auch: Catcen], nach dem natürlichen System geordnet. (Mit Titelholzschnitt nach einer Zeichnung von Wilhelm Scholz.) Maruschke & Berendt, Breslau 1865. [Aus dem Reklameanhang zu „Kosmisch-Komisches“ Ebenfalls angezeigt im Anhang zu „Das Lied von der Photographie“.][Anm 1]
- Beiträge zur gründlichen, wissenschaftlichen Ausbildung angehender Apotheker, wobei auch das Herz berücksichtigt wird. Von Otto Hoffmann [d. i. Emil Jacobsen]. Maruschke & Berendt, Breslau 1872. 66 S. (= Utile cum dulci. 11.)
- Das Lied von der Apotheke. Secundum artem präpariert, in partes octo dividirt, das Ganze pharmacopolirt, zum Pharmazeitvertreib edirt vom Verf. des Reactionär in der Westentasche [d. i. Emil Jacobsen]. Appun in Comm., Bunzlau 1864. 31 S. (Digitalisat)
- Das Lied von der Photographie in sechs Aufnahmen von einem Farbigen [d. i. Emil Jacobsen]. Vorgetragen am 2. Stiftungsfeste des Photogr. Vereins zu Breslau an 24. November 1865. 2. Aufl. Nebst e. Anhang: Photographische Lieder. Maruschke & Berendt, Breslau 1866. 19 S.
- Kosmisch-Komisches. Naturkundig gereimt und geleimt für Naturforscher und Solche, die es werden wollen vom Verfasser des Reactionair in der Westentasche. Illustrirt von Wilhelm Scholz. A. Hofmann, Berlin 1868. VIII, 72 S. Digitalisat bei Google books
- Liederbuch für fröhliche Fälscher nebst etlichen weisen Sprüchen, Regeln und Glossen. Herausgegeben vom Vorstand des Allgemeinen Vereins zur Verfälschung von Lebensmitteln, Waaren etc. Julius Springer, Berlin 1878. Digitalisat bei Archive.org
- Allerneuestes Traumbuch für Hausofficianten, auch solche, die es waren oder werden wollen.... nach den altbewährtesten Überlieferungen.. .  hrsg. von Hunold Müller von der Havel [d. i. Emil Jacobsen]. Mit Beiträgen der berühmtesten Traum- und Zeichendeuter: Julius Bauer, Axel Delmar, Julius Freund, Emil Jacobsen, Richard Schmidt-Cabanis, Julius Stettenheim, Julius Stinde, Johannes Trojan. Freund & Jeckel, Berlin 1898. 64 S.
- Moderne Kunst und Überkunst in unmodernem Lichte., Havelmüller [d.i.Emil Jacobsen]. Mayer & Müller, Berlin 1908. 38 S.
- Lyra philosophica. Weltanschauungen. Schein und Sein. Vorbeigeratene Welträtsel. Mayer & Müller, Berlin 1901. 76 S.
- Chemisch-Technisches Repertorium Bd. 40.1 (1901), Berlin 1902.